# Wacław Wrzesiński
Wacław Wrzesiński (26 de agosto de 1918 – 1 de agosto de 1981) foi um ex-ciclista polonês. Terminou em terceiro lugar na competição Volta à Polónia de 1948 e 1957.